# 3161 Beadell
3161 Beadell (1980 TB5) là một tiểu hành tinh vành đai chính được phát hiện ngày 9 tháng 10 năm 1980 bởi Shoemaker, C. ở Palomar.